# Jurij Muszketyk
Jurij Michajłowycz Muszketyk (ukr. Юрій Михайлович Мушкетик, ur. 21 marca 1929 we wsi Wertiiwka w obwodzie czernihowskim, zm. 6 czerwca 2019) – ukraiński pisarz.
W 1953 ukończył studia na Uniwersytecie Kijowskim, później aspiranturę przy katedrze literatury ukraińskiej. Debiutował w 1954 powieścią historyczną Semen Palij opublikowaną przez „Radianski Pismiennik”. Pracował w redakcji pisma „Dnipro” jako sekretarz i później redaktor. W 1957 opublikował powieść historyczną Hajdamaky. Później pisał powieści psychologiczno-obyczejowe – Biła tiń (1977), Pozycija (1979), Rubiż (1984), Obwał (1985) i Jasa (1987). Jest również autorem opowieści przesiąkniętej refleksją filozoficzną pt. Sud nad Senekoju (1978).
Laureat Narodowej Nagrody im. Tarasa Szewczenki (1980), Nagrody Państwowej ZSRR (1987). Odznaczony Orderem Księcia Jarosława Mądrego V klasy. Bohater Ukrainy (2009).